# Contea di Leasina
La contea di Leasina, in inglese Leasina county, è una delle quattordici suddivisioni amministrative di secondo livello, delle Samoa Americane. L'ente fa parte del Distretto occidentale, ha una superficie di 17 km² e 1.739 abitanti

## Geografia fisica
Leasina comprende una zona nord-occidentale dell'isola Tutuila tra la baia di Aoloau, la baia di Sita. 

### Baie, fiumi e montagne
Il distretto comprende le seguenti baie, fiumi e montagne: 
| Baie                               | Fiumi             | Montagne            | Montagne |
| ---------------------------------- | ----------------- | ------------------- | -------- |
| - Baia di Aoloau - Baia di Masacre | - Leaveave Stream | - Tuaslvitasl Ridge |          |

### Contee confinanti
- Contea di Lealataua (Distretto occidentale) -  ovest
- Contea di Tualatai (Distretto occidentale) -  sud
- Contea di Tualauta (Distretto occidentale) -  sud

## Villaggi
La contea comprende 3 villaggi:
- Aasu
- A'oloau
- Malaeloa/Aitulagi